# Буревестник (станция метро)
«Буреве́стник» — 13-я станция Нижегородского метрополитена. Конечная Сормовско-Мещерской линии. Расположена между действующей станцией «Бурнаковская» и проектируемой «Варя». Получила название по находящемуся неподалёку ЦНИИ «Буревестник».

## Характеристика
Открыта 9 сентября 2002 года в составе второго пускового участка Сормовско-Мещерской линии Нижегородского метрополитена «Бурнаковская — Буревестник». Станция наземная крытая. Имеет один выход — напротив главной проходной Нижегородского машиностроительного завода на Сормовском шоссе. Единственная станция Нижегородского метрополитена с боковыми платформами.

## Расположение
Станция расположена в Московском районе. Построена на месте ликвидированной в 1980-е годы железнодорожной станции Новое Сормово.

## Значение для города
Сама по себе станция не расположена в оживлённом районе города, однако ввиду того, что на данный момент станция является конечной, она активно используется для пересадки на автобусы, троллейбусы и трамваи в направлении Сормова, а также для следующих из Сормова в Канавинский, Ленинский и Автозаводский районы. После пуска станции «Горьковская» и до открытия станций «Варя» и «Сормовская» стала также важным пересадочным пунктом при движении из Сормова в центр города и в обратном направлении.

## Привязка общественного транспорта
Возле станции «Буревестник» проходит несколько маршрутов городского общественного транспорта:

### Автобусные маршруты
| №  | Пересадки                                          | Конечный пункт 1 | Следует по улицам | Конечный пункт 2 |
| -- | -------------------------------------------------- | ---------------- | --- | ---------------- |
| 71 | Московская Бурнаковская Варя Починки               | Площадь Свободы  | ул. Варварская, пл. Минина и Пожарского, Зеленский съезд, Нижне-Волжская набережная, пл. Ленина, ул. Советская, Московское шоссе, Сормовское шоссе, ул. Коминтерна, Союзный пер., ул. Ногина, ул. Старая Канава, пр. Кораблестроителей, ул. Коновалова, ул. Федосеенко                               | Торфопредприятие |
| 90 | Московская Канавинская Бурнаковская Варя Починки   | Верхние Печёры   | Казанское шоссе, ул. Родионова, пл. Сенная, ул. Минина, пл. Минина и Пожарского, Зеленский съезд, Нижне-Волжская набережная, пл. Ленина, ул. Советская, Московское шоссе, Сормовское шоссе, ул. Коминтерна, ул. Свободы, ул. Б. Починковская, ул. Бутырская, ул. Новосельская, пр. Кораблестроителей | ЗКПД-4           |
| 95 | Московская Канавинская Бурнаковская Варя Дубравная | Площадь Свободы  | ул. Варварская, пл. Минина и Пожарского, Зеленский съезд, Нижне-Волжская набережная, пл. Ленина, ул. Советская, Московское шоссе, Сормовское шоссе, ул. Коминтерна, ул. Свободы, ул. Хальзовская, ул. КИМа, ул. Ясная, ул. Землячки, ул. Ужгородская                                                 | пос. Дубравный   |

### Троллейбусные маршруты
| № | Пересадки    | Конечный пункт 1 | Следует по улицам | Конечный пункт 2   |
| - | ------------ | ---------------- | --- | ------------------ |
| 5 | Варя Починки | Мещерское озеро  | ул. Пролетарская, ул. Акмолинская, ул. Тореза, Сормовское ш., ул Коминтерна, Союзный пер., ул. Сутырина, ул. Старая Канава | мкр. Комсомольский |

- Маршрутное такси:
  - № т57 «Верхние Печёры-5 — Красное сормово»

#### Пригородные и междугородние
| №    | Конечный пункт 2             |
| ---- | ---------------------------- |
| 203  | А/С «Балахна»                |
| 203А | ул. Олимпийская (г. Балахна) |
| 319  | пос. Большое Козино          |
| 324  | Гидроторф                    |

### Трамвайные маршруты
| № | Пересадки                     | Конечный пункт 1  | Следует по улицам | Конечный пункт 2 |
| - | ----------------------------- | ----------------- | --- | ---------------- |
| 6 | Московская Варя Кооперативная | Московский вокзал | ул. Гордеевская, ул. Народная, Сормовское шоссе, ул. Коминтерна (назад — ул. Черняховского), ул. Исполкома, ул. Вождей Революции, ул. Коммуны | полукольцевой    |
| 7 | Московская Варя Кооперативная | Московский вокзал | ул. Гордеевская, ул. Народная, Сормовское шоссе, ул. Черняховского (назад — ул. Коминтерна), ул. Коммуны, ул. Вождей Революции, ул. Исполкома | полукольцевой    |

## Расписание
| станция   | первый поезд | последний поезд |
| --------- | ------------ | --------------- |
| «Стрелка» | 05:32        | 00:29           |

## Оформление
Стены и колонны станции отделаны белым и чёрным мрамором, пол выложен светлым гранитом, потолок оформлен металлом и пластиком. В потолок встроены светильники. Название станции выполнено из самоклеящейся плёнки.

## Путевое развитие
За станцией расположен противошёрстный съезд.

## Галерея
- Вход на станцию
- Зал станции
- Название станции
- Поезд у платформы для высадки
- Поезд у платформы для посадки
- Сквозь двери вагона